# Martin Flersheim
Martin Ludwig Flersheim (geboren am 18. April 1856 in Frankfurt am Main; gestorben am 7. Dezember 1935 ebda.) war ein deutscher Kaufmann, Unternehmer, ein Kunstsammler, Förderer und Mäzen der Frankfurter Kunstszene und wirkte über eine Zeitspanne von knapp vier Jahrzehnten im Vorstand des Städelschen Museums-Vereins. Seiner Geburtsstadt stiftete er Kunstwerke, die noch heute in Frankfurter Museen zu besichtigen sind.

## Familie

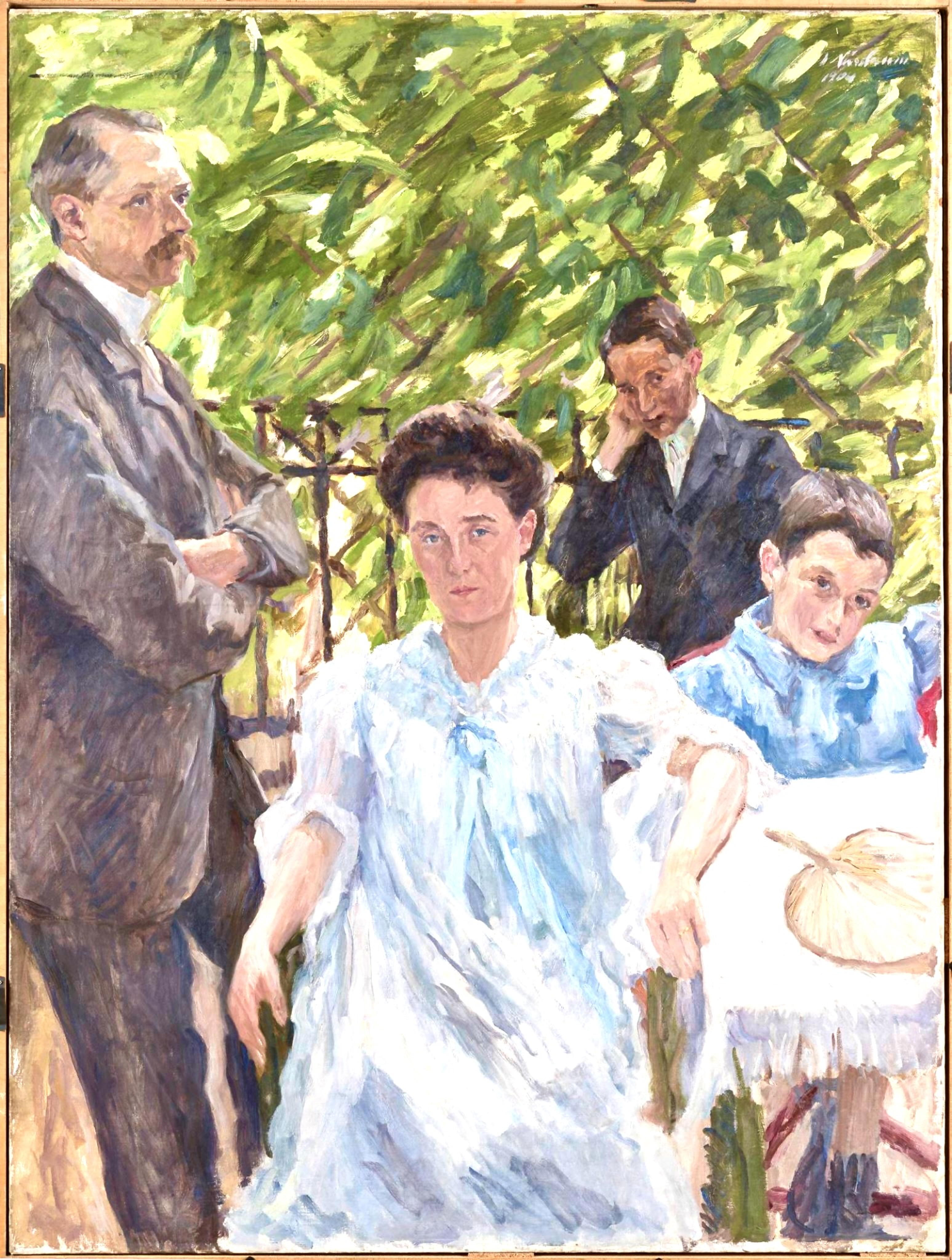
Porträtiert durch Jakob Nussbaum: Der 48-jährige Martin Flersheim mit seiner 39-jährigen Ehefrau Florence, geb. Livingston, und seinen beiden 16- und 12-jährigen Söhnen Herbert und Friedrich (ganz rechts), Sommer 1904

Er wurde als erstes Kind des seit 1880 in Frankfurts Westend in der Feuerbachstraße 47 (Gebäude nicht erhalten) ansässigen Kaufmanns und Unternehmers Louis Flersheim (geboren am 4. Januar 1826 in Frankfurt am Main; gestorben am 18. Oktober 1904 ebda.) und dessen Ehefrau Gutha „Gitta“ Johanna, geborene Fürth (geboren am 17. März 1836 in Frankfurt am Main; gestorben am 27. November 1919 ebda.), geboren. Die Villa der Familie Louis Flersheim stand in freier Lage vis-à-vis dem Palais des Herzogs von Nassau. Die Familie Flersheim war seit dem 17. Jahrhundert in Frankfurt am Main ansässig, zunächst im Ostend (Judengasse), später im Westend.
Martin hatte drei jüngere Geschwister, zwei Brüder und eine Schwester, den an Diabetes früh verstorbenen Sally Louis (geboren am 5. Februar 1858 in Frankfurt am Main; gestorben am 16. Januar 1886 ebda.), Ernst Carl (geboren am 13. Juli 1862 in Frankfurt am Main; ermordet am 29. März 1944 im Konzentrationslager Bergen-Belsen) und Alice (geboren am 18. Dezember 1866 in Frankfurt am Main; gestorben als Alice Koch am 17. Oktober 1936 in Lugano, Kanton Tessin, Schweiz).
Der 30-jährige Martin Flersheim heiratete am 23. Januar 1887 in Frankfurt am Main die 23-jährige US-Amerikanerin Florence Mary Livingston (geboren am 24. Dezember 1864 in San Francisco, Kalifornien, Vereinigte Staaten; gestorben am 4. März 1950 in Buenos Aires, Argentinien). Das Ehepaar wohnte in Frankfurts Westend in der Mendelssohnstraße 78 (Gebäude nicht erhalten). Aus der Ehe gingen zwei Söhne hervor, Herbert „Heriberto“ Ludwig Sidney (geboren am 4. November 1887 in Frankfurt am Main; gestorben am 3. Oktober 1954 in Acassuso, Partido San Isidro, bei Buenos Aires, Argentinien) und Friedrich „Fritz“ Georg (geboren am 7. August 1892 in Frankfurt am Main; gestorben als Frederick G. Flersheim im April 1977 in New York City, New York, Vereinigte Staaten).

## Wirken
Als Import-/Export-Kaufmann und Unternehmer war Martin Ludwig Flersheim seit 1887 Mitbesitzer (ab 1892 zusammen mit seinem jüngeren Bruder Ernst Carl) des zunächst lange in Frankfurts Töngesgasse 17I. (Gebäude nicht erhalten), später in der Mainzer Landstraße 191 (Gebäude nicht erhalten) ansässigen international aktiven Familienunternehmens Flersheim-Hess. Das Unternehmen importierte u. a. Elfenbein, Fischbein, überseeische Hölzer, Horn, Perlmutt, Rohr (Stuhlrohr, Bambusrohr) und Schildpatt von anderen Kontinenten wie Afrika, Asien und Südamerika und handelte damit im Hinblick auf eine Weiterverarbeitung. Daraus wurden u. v. a. Billardkugeln, edle Kämme, Bürsten, Besteckgriffe, Knöpfe, Korsettversteifungen, Tabakpfeifen und teils kunstvoll mit Schnitzereien, Intarsien und Edelmetallen verzierte Spazierstöcke gefertigt. Mit solcherart veredelten Endprodukten handelte die Firma Flersheim-Hess ebenso wie mit „Galanterie- und Quincailleriewaaren“ sowie „Kurzen Waaren“. In das väterliche Unternehmen war Martin Flersheim bereits als Fünfzehnjähriger eingetreten und hatte dessen Geschäftsentwicklung in der Folge aufmerksam verfolgt und positiv beeinflusst. Vor dem Ersten Weltkrieg erreichte das Unternehmen Flersheim-Hess einen Jahresumsatz von 6 Millionen Mark. Martin Flersheim wurde im Jahrbuch des Vermögens und Einkommens der Millionäre in Preussen geführt.

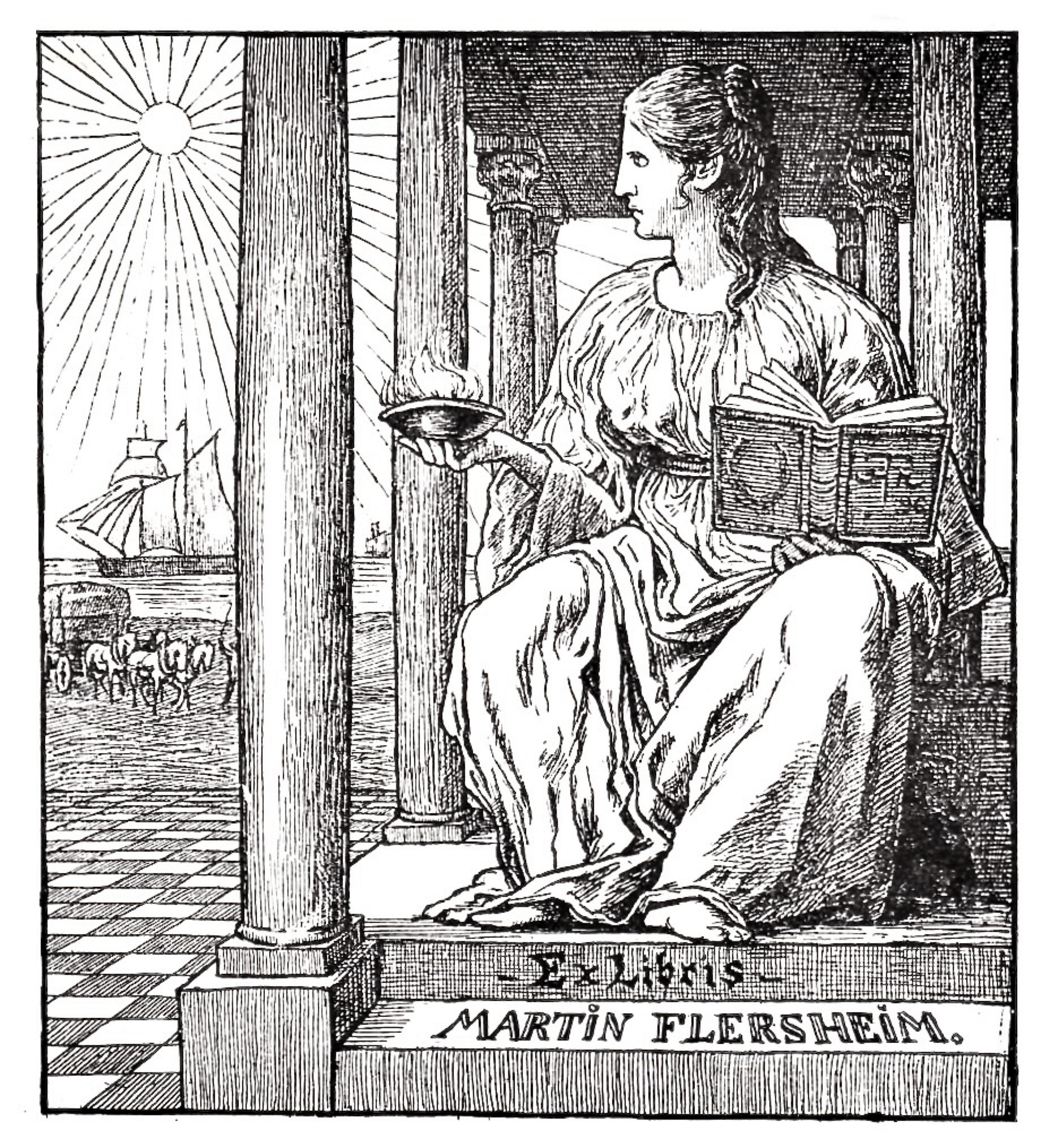
Exlibris von Hans Thoma für Martin Flersheim, 1896

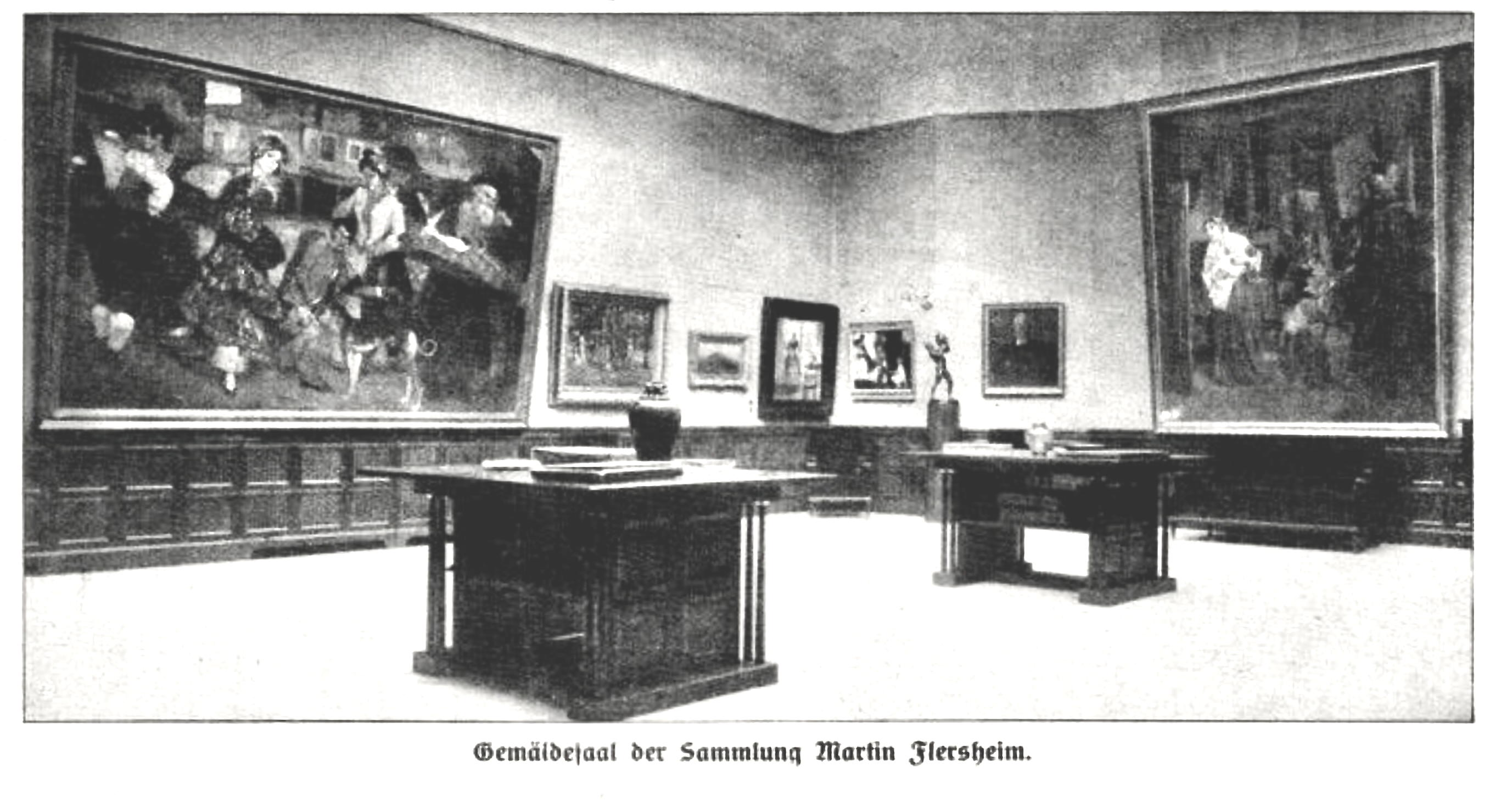
Gemäldegalerie der Villa Mendelssohnstraße 78, 1909

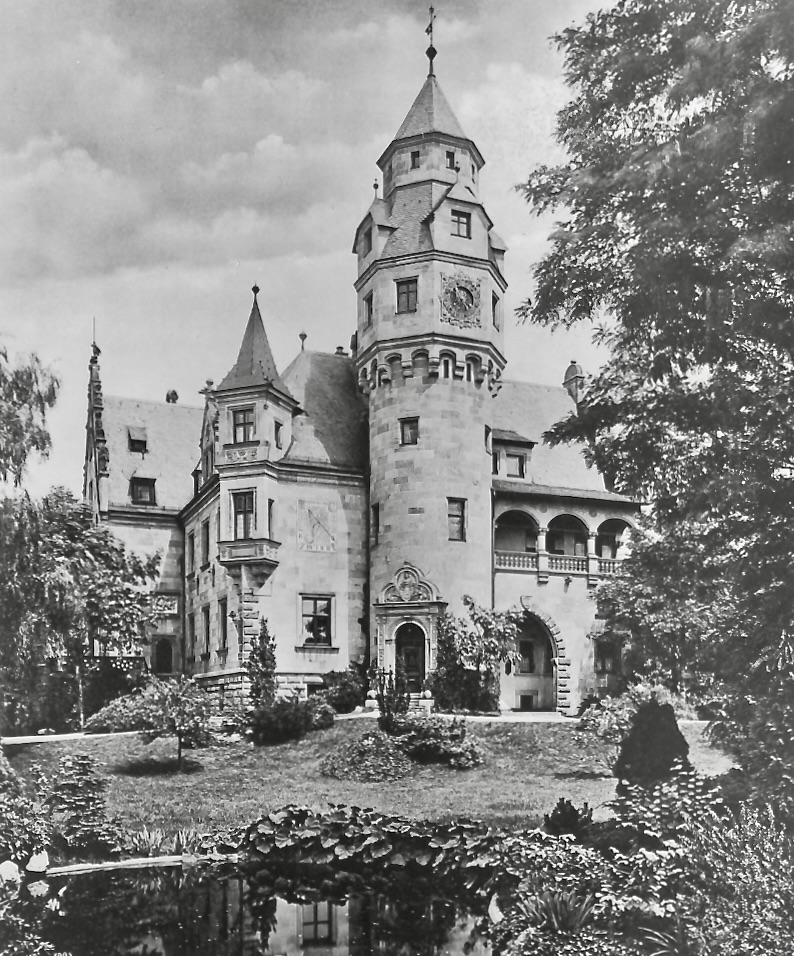
Villa Liebieg, Frankfurt am Main, 1905

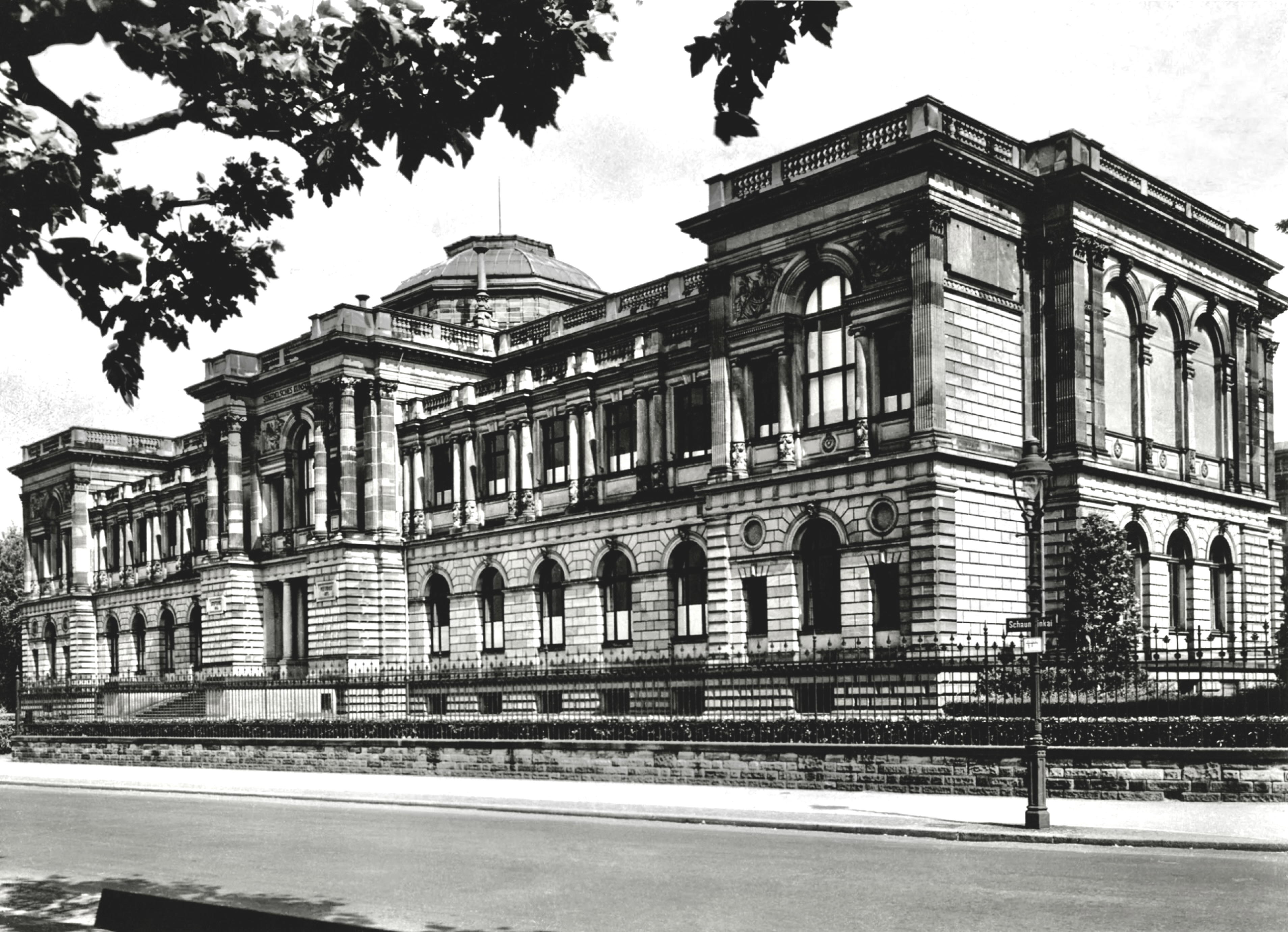
Städel-Museum, Frankfurt am Main, um 1929

Autobiographischen Angaben seines Bruders Ernst Carl zufolge stellte Martin Flersheim gemeinsam mit seiner Ehefrau Florence Mary, nach der Hochzeit beginnend, über die Jahrzehnte eine mehrere tausend Bände umfassende Bibliothek und eine Sammlung von Kunstwerken zeitgenössischer Maler und Bildhauer des 19. und beginnenden 20. Jahrhunderts zusammen, die beispielsweise Werke von Jacob Alberts, Ferdinand Barbedienne, Peter Becker, Arnold Böcklin, Charles Camoin, Honoré Daumier, Louis Eysen, Vincent van Gogh, Auguste Herbin, Ferdinand Hodler, Leopold von Kalckreuth, Käthe Kollwitz, Franz von Lenbach, Max Liebermann, Carl Morgenstern, Johann Friedrich Morgenstern, Jakob Nussbaum, Adolf Oberländer, Otto Scholderer, Carl Spitzweg, Franz von Stuck, Hans Thoma, Wilhelm Trübner und Fritz von Uhde umfasste. Sein Exlibris, das in die bibliophilen Werke seiner Bibliothek eingeklebt wurde, ließ Martin Flersheim 1896 durch Hans Thoma gestalten. Das Ehepaar war mit einer Reihe von Künstlern auch befreundet, insbesondere mit Jakob Nussbaum. Es pflegte in seiner um 1895 errichteten Stadtvilla in der Mendelssohnstraße 78, in der Hausgast Harry Graf Kessler zufolge eine „umfangreiche, ziemlich bunte Bildersammlung“ zeitgenössischer Kunstwerke ausgestellt war, ein gehobenes Maß an Gastlichkeit und veranstaltete wöchentliche Empfänge, Lesungen bzw. Rezitationsabende, musikalische Darbietungen sowie Vernissagen, an denen u. v. a. der Literaturhistoriker Ernst Beutler, der Schriftsteller Kasimir Edschmid, das Kunstsammler-Ehepaar Rosy Fischer (1869–1926) und Ludwig Fischer (1860–1922), der Unternehmer und Kunstsammler Harry Fuld, der promovierte Jurist Rudolf Heilbrunn, der Fabrikant und Kunstsammler Robert von Hirsch, der Bankier und Kunstsammler Hugo Nathan (1861–1921), der Redakteur Benno Reifenberg, die Salonière Lilly von Schnitzler, der Verleger Heinrich Simon sowie die Kunsthistoriker Georg Swarzenski und Alfred Wolters regelmäßig teilnahmen.

„Ich habe Nussbaum, solange er noch in Frankfurt war, sehr viel gesehen, beispielsweise an den Sonntag-Abenden im Hause Martin Flersheim, des leidenschaftlichen Kunstfreundes, Kunstsammlers, Mäzens, in dessen schönem Haus mit dem pompösen Galerie-Anbau sich alle Frankfurter trafen, für die der Umgang mit Kunst ernsthafte Bedeutung hatte.“

„Um den runden Tisch bei Martin und Florence Flersheim in der Mendelssohnstraße versammelten sich sonntags Kunstfreunde und Kenner, um bei einem Glas Wein Fragen von Kunst und Politik zu besprechen. Hier traf ich oft Marie und Georg Swarzenski, die sich in dem gastlichen Hause kennengelernt hatten, den Maler Jakob Nussbaum, den Schriftsteller Kasimir Edschmid […]“

Martin Flersheim war Mitglied einer ganzen Reihe von Institutionen und Vereinen des Frankfurter Kunstlebens, unterstützte verschiedene Künstler finanziell und förderte als Mäzen das Städel und das Liebieghaus. Seit der Gründung des Städelschen Museums-Vereins 1899 bis zu seinem Tod wirkte er als Mitglied von dessen Vorstand. Dem Städel stiftete Martin Flersheim im Jahr 1900 Spitzwegs Werk Der Einsiedler vor der Klause und 1921 Scholderers Werk Der Geiger am Fenster.
Martin Flersheim verstarb 79-jährig nach langer Krankheit und wurde auf dem Neuen Jüdischen Friedhof in seiner Geburtsstadt beigesetzt.
Nach seinem Tod erbten seine Witwe und seine beiden Söhne die umfangreiche Kunstsammlung, von der ein Teil während der Zeit des Nationalsozialismus im Kontext der „Entjudung“ bzw. „Arisierung“ weit unter Wert verkauft werden musste. Ein anderer Teil konnte in die Niederlande verbracht und in Amsterdam eingelagert werden, wurde dort aber während der Zeit der deutschen Besatzung durch den Einsatzstab Reichsleiter Rosenberg konfisziert und zählte somit zur Raubkunst. Seit dem Jahr 2000 werden einige Werke aus dem Bestand deutscher Museen an die Nachfahren im Rahmen der Restitution von Raubkunst zurückgegeben.

## Mitgliedschaften (Auszug)
- Deutsche Gesellschaft zur Bekämpfung der Geschlechtskrankheiten
- Frankfurter Gesellschaft für Handel, Industrie und Wissenschaft – Casino-Gesellschaft von 1802
- Frankfurter Kunstverein
- Freies Deutsches Hochstift
- Mitteldeutscher Kunstgewerbe-Verein[45]
- Physikalischer Verein
- Senckenbergische Naturforschende Gesellschaft
- Städelscher Museums-Verein

## Funktionen
- Verwaltungsratsmitglied des Frankfurter Kunstvereins (bis 1934)
- Vorstandsmitglied des Städelschen Museums-Vereins (seit 1899)